# Gail
La o il Gail (in sloveno Zilja, in italiano Zeglia o Zelia, in friulano la Gail) è un fiume austriaco. È il più grande affluente di destra della Drava e scorre fra il Tirolo orientale e la Carinzia occidentale, in direzione ovest-est, lungo la valle omonima, la Gailtal, che è parallela al confine con l'Italia.
Nasce sulle Alpi Carniche, sotto il Tilliacher Joch nel Tirolo orientale; a Hermagor vi confluisce il Gössering e ad Arnoldstein la Slizza (Gailitz); a sud est di Villaco la Gail confluisce nella Drava.
La portata media rilevata a Federaun, presso la confluenza nella Drava fra gli anni 1951 e 2004 è stata di 45,08 m³/s. Durante il periodo di piena annuale la portata è mediamente di 398 m³/s; il massimo storico registrato fu di 850 m³/s, il 5 novembre 1966.